# Pentele-Brücke
Die Pentele-Brücke, ungarisch Pentele híd, auch Dunaújváros-Brücke oder M8-Donaubrücke genannt, führt die Autobahn M8 südlich der Orte Dunaújváros im Komitat Fejér und Dunavecse im Komitat Bács-Kiskun in Ungarn über die Donau (Flusskilometer 1571,65).
Sie ist nach einem historischen Namen von Dunaújváros benannt.
Die 1682 m lange Autobahnbrücke hat in beiden Fahrtrichtungen je zwei Fahrspuren, einen Pannenstreifen und hinter den Leitplanken einen Radweg. In der Mitte befindet sich ein durch Leitplanken gesicherter 3,6 m breiter Mittelstreifen. Die Brücke wird auf der ganzen Länge durch rote, nach innen geneigte Lichtmasten beleuchtet.
Sie besteht aus der westlichen, 1065 m langen Rampenbrücke, der 311,9 m langen Strombrücke und der 300 m langen östlichen Rampenbrücke. Die Rampenbrücken sind ca. 31 m breit, während die Strombrücke 41 m breit ist, da der Radweg außen um die beiden Bogenrippen herumgeführt wird.
Die Rampenbrücken sind stählerne Hohlkastenbrücken, die Strombrücke ist eine stählerne Stabbogenbrücke mit einer Stützweite von 307,9 m, nach innen geneigten Bögen und geraden Hängern. Ihr Fahrbahnträger hat eine Bauhöhe von 3,5 m. Die Pfeiler aus Stahlbeton haben Achsabstände von 75 + 12 × 82,5 + 307,9 + 4 × 75 m.
Der Überbau der Strombrücke wurde am Ufer etwas stromaufwärts hergestellt und anschließend auf Leichtern eingeschwommen.
Die Brücke wurde von dem ungarischen Ingenieurbüro Fömterv geplant und in der Zeit von 2005 bis 2007 erstellt.